# أليكس لوتز
أليكس لوتز (بالفرنسية: Alex Lutz)‏
```
هو 
مخرج
 
وممثل
 
فرنسي
، ولد في 
24 أغسطس
 
1978
 في 
ستراسبورغ
 في 
فرنسا
.
[
7
]
[
8
]
[
9
]
```

## أعمال

### أفلام
- (2011) هليووا

## وصلات خارجية
- أليكس لوتز على موقع IMDb (الإنجليزية)
- أليكس لوتز على موقع ألو سيني (الفرنسية)
- أليكس لوتز على موقع أول موفي (الإنجليزية)
- أليكس لوتز على موقع ديسكوغز (الإنجليزية)
- أليكس لوتز على موقع قاعدة بيانات الفيلم (الإنجليزية)
- أليكس لوتز على موقع كينوبويسك (الروسية)